# Isotoma nixoni
Isotoma nixoni är en urinsektsart som beskrevs av Fjellberg 1978. Isotoma nixoni ingår i släktet Isotoma och familjen Isotomidae. Inga underarter finns listade i Catalogue of Life.